# Argemiro
Argemiro Pinheiro da Silva (Ribeirão Preto, Brasil, 2 de junio de 1915-ibídem, 4 de julio de 1975), más conocido como Argemiro, fue un futbolista brasileño que jugaba como centrocampista.

## Selección nacional
Fue internacional con la selección de fútbol de Brasil en 11 ocasiones. Formó parte de la selección que obtuvo el tercer lugar en la Copa del Mundo de 1938.

### Participaciones en Copas del Mundo
| Mundial                        | Sede    | Resultado    | Partidos | Goles |
| ------------------------------ | ------- | ------------ | -------- | ----- |
| Copa Mundial de Fútbol de 1938 | Francia | Tercer lugar | 1        | 0     |

### Participaciones en Copas América
| Copa                         | Sede    | Resultado    |
| ---------------------------- | ------- | ------------ |
| Campeonato Sudamericano 1942 | Uruguay | Tercer lugar |

## Clubes
| Club                | País   | Año       |
| ------------------- | ------ | --------- |
| Rio Preto           | Brasil | 1931-1935 |
| Portuguesa Santista | Brasil | 1935-1938 |
| Vasco da Gama       | Brasil | 1938-1945 |

## Palmarés

### Campeonatos regionales
| Título             | Club          | País   | Año  |
| ------------------ | ------------- | ------ | ---- |
| Campeonato Carioca | Vasco da Gama | Brasil | 1945 |